# Urzhumsky (huyện)
Huyện Urzhumsky (tiếng Nga: ? райо́н) là một huyện hành chính tự quản (raion), của Tỉnh Kirov, Nga. Huyện có diện tích 3036 km², dân số thời điểm ngày 1 tháng 1 năm 2000 là 37400 người. Trung tâm của huyện đóng ở Urzhum.